# Il violoncellista
Il violoncellista è un dipinto a olio su tela (73,5 x 59,5 cm) realizzato nel 1909 dal pittore italiano Amedeo Modigliani.
Fa parte di una collezione privata.
È uno dei pochi ritratti di Modigliani in cui il soggetto sta compiendo un'azione, ovvero suonare il violoncello.
Fu dipinto nello studio che Modigliani aveva affittato a Montparnasse nel 1909. Alle spalle del musicista si intravede un camino e un letto a raccordare lo spazio ambientale con la figura in primo piano. Interessante notare la posizione plastica del modello, realizzata con un tratto filante e sottile.